# 李世明 (1955年)
李世明（1955年3月—），山东莒县人，中华人民共和国政治人物，中华全国总工会原副主席、书记处书记、组织部部长。
2008年10月17日，中国工会十五大在北京开幕，大会选举他出任主席团委员。2013年10月20日，中国工会第十六次全国代表大会在北京召开，选举产生284名执行委员和执行委员会。10月21日，中华全国总工会第十六届执行委员会第一次全体会议选举他出任副主席。